# Trichaptum ceraceicutis
Trichaptum ceraceicutis är en svampart som beskrevs av Corner 1987. Trichaptum ceraceicutis ingår i släktet Trichaptum och familjen Polyporaceae.   Inga underarter finns listade i Catalogue of Life.